# Il barbiere di Siviglia

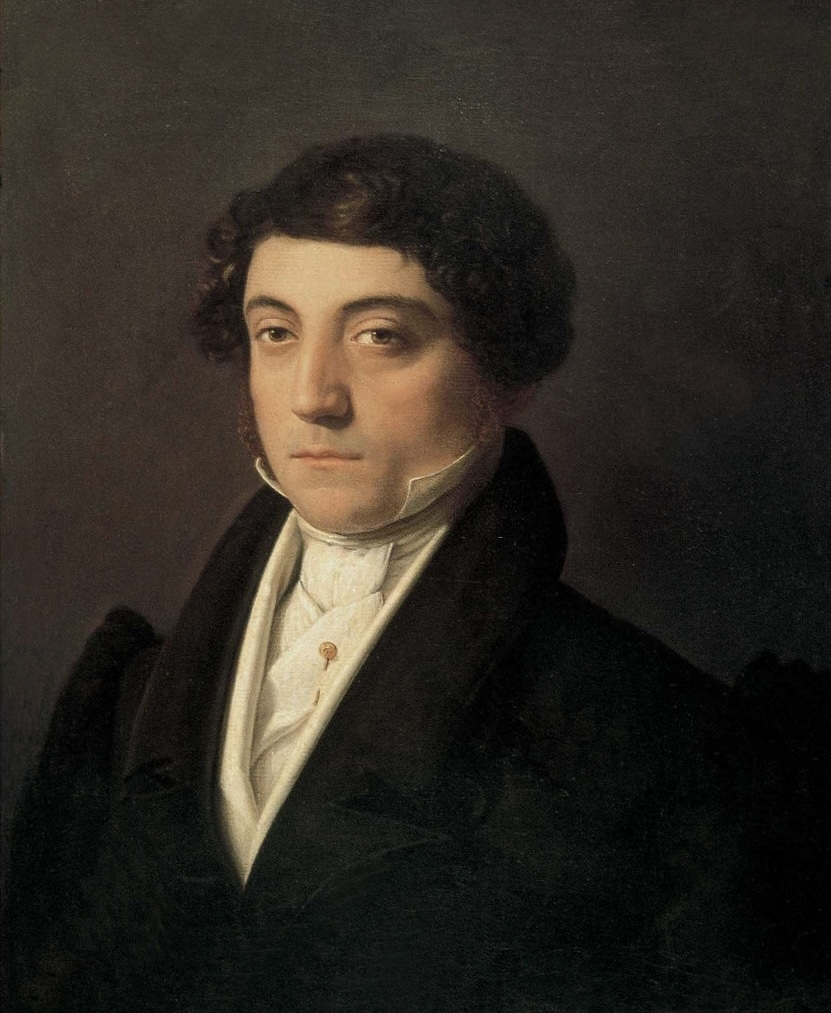
Gioacchino Rossini

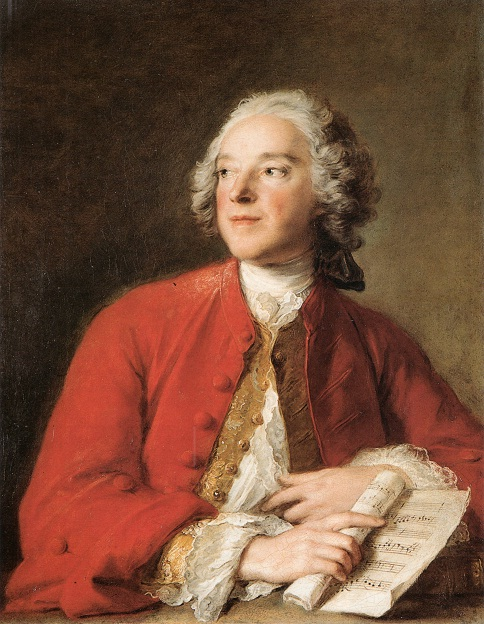
Pierre-Augustin de Beaumarchais door Jean-Marc Nattier 1755

Il barbiere di Siviglia (De barbier van Sevilla) is de titel van een opera buffa die vooral bekend werd door de compositie van de Italiaanse componist Gioacchino Rossini. Voordien werd er reeds een gelijknamige opera geschreven door de componist Giovanni Paisiello in 1782. Rossini schreef zijn versie in 1816, in een tijdspanne van enkele dagen, op 24-jarige leeftijd. De opera werd, uit respect voor Paisiello en om verwarring te vermijden, opgevoerd onder de titel Almaviva o sia L’inutile precauzione. Rossini was op deze jonge leeftijd al geen onbekende meer in de muziekwereld, doch het was deze opera die zijn naam definitief vestigde.
Het Libretto is van Cesare Sterbini en is een bewerking van het toneelstuk Le Barbier de Séville door Pierre Augustin Caron de Beaumarchais. Tot op de dag van vandaag blijft het werk een van de meest opgevoerde opera's en behoudt het de status van meesterwerk.

## Synopsis

### Eerste bedrijf
Op een plein in Sevilla komt de graaf van Almaviva een serenade brengen aan de mooie Rosina. Ze hoort zijn gezang echter niet omdat zij niet op het balkon verschijnt.
Figaro, de barbier van Sevilla, doet nu zijn intrede met de wereldberoemde cavatina "Largo al factotum". Wanneer hij de graaf bemerkt en herkent, insisteert deze laatste om zijn identiteit te verzwijgen: zijn toenaderingen ten opzichte van Rosina moeten volstrekt geheim blijven. Bovendien wil hij dat Rosina hem onvoorwaardelijk liefheeft en niet voor zijn titel of zijn geld. Hij doet zich daarom ten aanzien van haar voor als een arme student. Rosina woont bij de veel oudere dokter Bartolo, haar voogd, die zo snel mogelijk met haar wil trouwen voordat de kans verkeken is. Zij is inderdaad meer dan bereid om samen met de graaf te vluchten maar dat blijkt niet zo eenvoudig te zijn omdat dokter Bartolo haar almaar in de gaten houdt. De graaf vraagt hulp aan Figaro, die bekendstaat om zijn aandeel in vele amoureuze intriges. Figaro is bereid om de graaf te helpen en hij beraamt een plan: de graaf moet zich voordoen als een dronken soldaat die onderdak komt vragen bij dokter Bartolo. Op die manier zou hij mogelijk dichter in de buurt van Rosina kunnen komen.
Ondertussen komt dokter Bartolo te weten van de geheime geliefde van Rosina. Het is zijn vriend (en tevens Rosina's muziekleraar) Don Basilio die hem hiervan op de hoogte brengt. Op de koop toe ontdekt hij dat Rosina zojuist een liefdesbrief geschreven heeft naar haar minnaar. Dokter Bartolo, achterdochtiger en jaloerser dan ooit, dreigt haar voortaan op te sluiten en besluit hun huwelijk vandaag nog te doen voltrekken. Wanneer de graaf in zijn rol van dronken soldaat komt aankloppen, is dokter Bartolo uitermate op zijn hoede en een samenloop van omstandigheden zorgt ervoor dat het plan volledig in het honderd loopt. Het eerste bedrijf eindigt in complete chaos en absolute verwarring.

### Tweede bedrijf
Een tweede plan wordt ten uitvoer gebracht: de graaf verschijnt aan dokter Bartolo's deur, deze keer vermomd als muziekleraar. Hij zou de plots ziek geworden Don Basilio komen vervangen om les te kunnen geven aan Rosina. Hij weet het vertrouwen van dokter Bartolo te winnen en mag Rosina onderwijzen, zij het onder zijn toezicht. Tijdens deze muziekles zien de graaf en Rosina de kans om hun wederzijdse liefde te verklaren en om plannen te smeden betreffende haar ontsnapping, weg van de tirannieke dokter Bartolo: de graaf zelf en Figaro zullen haar diezelfde nacht schaken. Wanneer Figaro en vervolgens Don Basilio ten tonele verschijnen duurt het niet lang of alles loopt alweer mis. Dokter Bartolo is op de hoogte van het bedrog dat voor zijn neus plaatsvindt en neemt geen risico's meer. Hij vraagt Don Basilio om de notaris te laten ontbieden zodat hij onmiddellijk kan trouwen met Rosina.
De graaf en Figaro schaken Rosina. Tijdens de ontvoering wordt de ware identiteit van de graaf aan haar kenbaar gemaakt. Haar liefde voor hem blijft hierdoor onveranderd. Don Basilio probeert nog roet in het eten te gooien, doch Figaro is hem te snel af en kan de zaken zodanig naar zijn hand zetten dat de notaris (die ondertussen is aangekomen) het huwelijk tussen de graaf en Rosina tot stand brengt. Dokter Bartolo arriveert te laat om hen in de wielen te rijden en kan zich enkel maar neerleggen bij de situatie. Hij ziet zich genoodzaakt om deel te nemen aan de finale van de opera waarin alle figuren het geluk en de eeuwige trouw van het koppel bezingen.

## Geselecteerde opnamen
| Jaar | Rolverdeling (Rosina, Almaviva, Figaro)              | Dirigent operagezelschap en orkest                                             | Label                                         |
| ---- | ---------------------------------------------------- | ------------------------------------------------------------------------------ | --------------------------------------------- |
| 1958 | Maria Callas, Luigi Alva, Tito Gobbi                 | Alceo Galliera, Philharmonia Orchestra en Philharmonia Chorus                  | Audio-cd: EMI Classics                        |
| 1958 | Roberta Peters, Cesare Valletti, Robert Merrill      | Erich Leinsdorf, koor en orkest van de Metropolitan Opera                      | Audio-cd: RCA ASIN B000003G4F                 |
| 1972 | Teresa Berganza, Luigi Alva, Hermann Prey            | Claudio Abbado, London Symphony Orchestra en London Symphony Chorus            | Audio-cd: Deutsche Grammophon Cat: 457 7332   |
| 1975 | Beverly Sills, Nicolai Gedda, Sherrill Milnes        | James Levine, London Symphony Orchestra, John Alldis Choir                     | Audio-cd: EMI Classics ASIN 724358552324      |
| 1982 | Marilyn Horne, Paolo Barbacini, Leo Nucci            | Ricardo Chailly, Orchestra del Teatro alla Scala en Coro del Teatro alla Scala | Audio-cd: Sony Cat: 88697527362               |
| 1987 | Luciana Serra, Rockwell Blake, Bruno Pola            | Bruno Campanella, koor en orkest van het Teatro Regio di Torino                | Audio-cd: Nuova Era                           |
| 1993 | Kathleen Battle, Frank Lopardo, Plácido Domingo      | Claudio Abbado, Chamber Orchestra of Europe en Chamber Chorus of Europe        | Audio-cd: Deutsche Grammophon ASIN B000001GGH |
| 1997 | Edita Gruberová, Juan Diego Flórez, Vladimir Chernov | Ralf Weikert, Münchner Rundfunkorchester en Münchner Rundfunkchor              | Audio-cd (live): Nightingale Classics         |

Opmerking: "Cat:" staat voor catalogusnummer van de maatschappij; "ASIN" is het productreferentienummer op amazon.com.

## Nederlandse toneel- en operaversies
- Van het toneelstuk van Beaumarchais werd een vertaling in het Nederlands gemaakt door Marie Elise Loke De Barbier van Sevilla, of Nuttelooze voorzorgsmaatregelen. Blijspel in vier bedrijven [Le Barbier de Séville ou la Précaution inutile], met succes opgevoerd door het gezelschap Het Tooneel van Willem Royaards in 1910.[1]
- Ook Jan Engelman vertaalde het toneelstuk dat werd opgevoerd in 1941 door het Centraal Tooneel.[2] Hij vertaalde ook het libretto op de muziek van Gioacchino Rossini dat werd uitgevoerd in 1954 door het Haags Toneel.[3]
- Adriaan Morriën vertaalde het libretto van Cesare Sterbini met muziek van Gioacchino Rossini in 1953 voor de Nederlandse Reisopera.[4]
- In 2006 bracht Carla van Driel een bewerkte vertaling voor het Jeugdtheater Hofplein met muziek van Gioacchino Rossini.[5]
- Ook in 2006 bracht Mariska Brugman met het Nederlands Marionettentheater een versie met Nederlandse recitatieven op muziek van Rossini met zang van Maria Callas naar het libretto van Cesare Sterbini.[6]
- In 2008 werd de muziek van Rossini bewerkt door Hans van der Heide voor de opera uitvoering met het Nederlands Blazers Ensemble naar het libretto van Cesare Sterbini.[7]
- In 1982 vertaalden Joop C.G. Fransen en Herman Naber het libretto van Giuseppe Petrosellini van dit toneelstuk op muziek van Giovanni Paisiello voor de Lyrische Komedie.[8]
- Voor het Dwarf theater bewerkten Peter Lintelo en Hans de Groot het libretto van Giuseppe Petrosellini met muziek van Giovanni Paisiello in 1992[9]

La cambiale di matrimonio (1810) · L'equivoco stravagante (1811) · L'inganno felice (1812) · Ciro in Babilonia (1812) · La scala di seta (1812) · Demetrio e Polibio (1812) · La pietra del paragone (1812) · L'occasione fa il ladro (1812) · Il signor Bruschino (1813) · Tancredi (1813) · L'italiana in Algeri (1813) · Aureliano in Palmira (1813) · Il turco in Italia (1814) · Sigismondo (1814) · Elisabetta, regina d'Inghilterra (1815) · Torvaldo e Dorliska (1815) · Il barbiere di Siviglia (1816) · La gazzetta (1816) · Otello (1816) · La Cenerentola (1817) · La gazza ladra (1817) · Armida (1817) · Adelaide di Borgogna (1817) · Mosè in Egitto (1818) · Ricciardo e Zoraide (1818) · Adina (1818) · Ermione (1819) · Eduardo e Cristina (1819) · La donna del lago (1819) · Bianca e Falliero (1819) · Maometto II (1820) · Matilde di Shabran (1821) · Zelmira (1822) · Semiramide (1823) · Ugo, re d'Italia (1824) · Il viaggio a Reims (1825) · Le siège de Corinthe (1826) · Ivanhoé (1826) · Moïse et Pharaon (1827) · Le comte Ory (1828) · Guillaume Tell (1829)